# Симон бен-Шатах
Симон бен-Шатах (ивр. שמעון בן שטח‎) — учёный-фарисей и Наси, законоучитель и глава Синедриона в царствование Александра Янная и его преемницы, царицы Саломеи Александры. Хотя по профессии он раввин, отсутствие такого эпитета при упоминании в раввинской литературе, как говорят, свидетельствует о его величии как мудреца, стоящего наравне с Гиллелем.

## Биография
До него в Иудее не было школ, и воспитание детей, согласно заповедям, оставалось за их отцами. Симон бен-Шатах приказал основать ешивы в больших городах, в которых молодёжь могла бы обучаться Священному Писанию, а также традиционным знаниям Закона. Предположительно, постановление, изданное им, о том, чтобы свидетели подвергались тщательным перекрёстным допросам, вызвано трагической кончиной его сына. 
Будьте прилежны, расспрашивая свидетелей, и будьте осторожны в своих словах, чтобы через это они не научились лгать.